# فلورا دافي
فلورا دافي (بالإنجليزية: Flora Duffy) (مواليد 30 سبتمبر 1987) هي لاعبة سباق ثلاثي من برمودا، فازت بالميدالية الذهبية في الألعاب الأولمبية الصيفية 2020.